# میرنویه (استان آمور)
میرنویه (به لاتین: Mirnoye) یک منطقهٔ مسکونی در روسیه است که در استان آمور واقع شده‌است.